# Kỷ Hiếu công
Kỷ Hiếu công (chữ Hán: 杞孝公; trị vì: 566 TCN-550 TCN), tên là Tự Cái, là vị vua thứ 12 của nước Kỷ - chư hầu nhà Chu trong lịch sử Trung Quốc.
Ông là con Kỷ Hoàn công – vua thứ 11 nước Kỷ. Năm 567 TCN, Kỷ Hoàn công mất, ông lên nối ngôi vua.
Sử ký không nêu rõ các sự kiện lịch sử trong thời gian ông làm vua. Năm 550 TCN, ông mất, làm vua tất cả 17 năm. Em ông là Kỷ Văn công lên nối ngôi vua.